# Flying Tiger Copenhagen
Flying Tiger Copenhagen je dánský koncept obchodů nabízející domácí potřeby, kuchyňské potřeby, kancelářské potřeby, dekorace, hračky a sladkosti. Řetězec byl založen v roce 1995 v Kodani původně pod názvem Zebra, poté byl však přejmenován na Tiger. Pojmenování řetězce se liší podle zemí. Ve Skandinávii se řetězec jmenuje TGR, jinde Flying Tiger nebo Tiger. První pobočka mimo Dánsko byla otevřena v roce 2001 v Reykjavíku na Islandu. Dnes vlastní řetězec 740 prodejen v Dánsku, na Islandu, Německu, Nizozemsku, Velké Británii, Španělsku, Švédsku, Itálii, Řecku, Irsku, Norsku, Litvě, Lotyšsku, Polsku, Finsku, Portugalsku, Belgii, Japonsku, Česku, Rakousku, Maďarsku, Estonsku, na Maltě, Kypru, Švýcarsku, Jižní Koreji, USA a na Slovensku. První obchod Tiger v Česku byl otevřen v roce 2014 v Brně.

## Prodejny v Česku

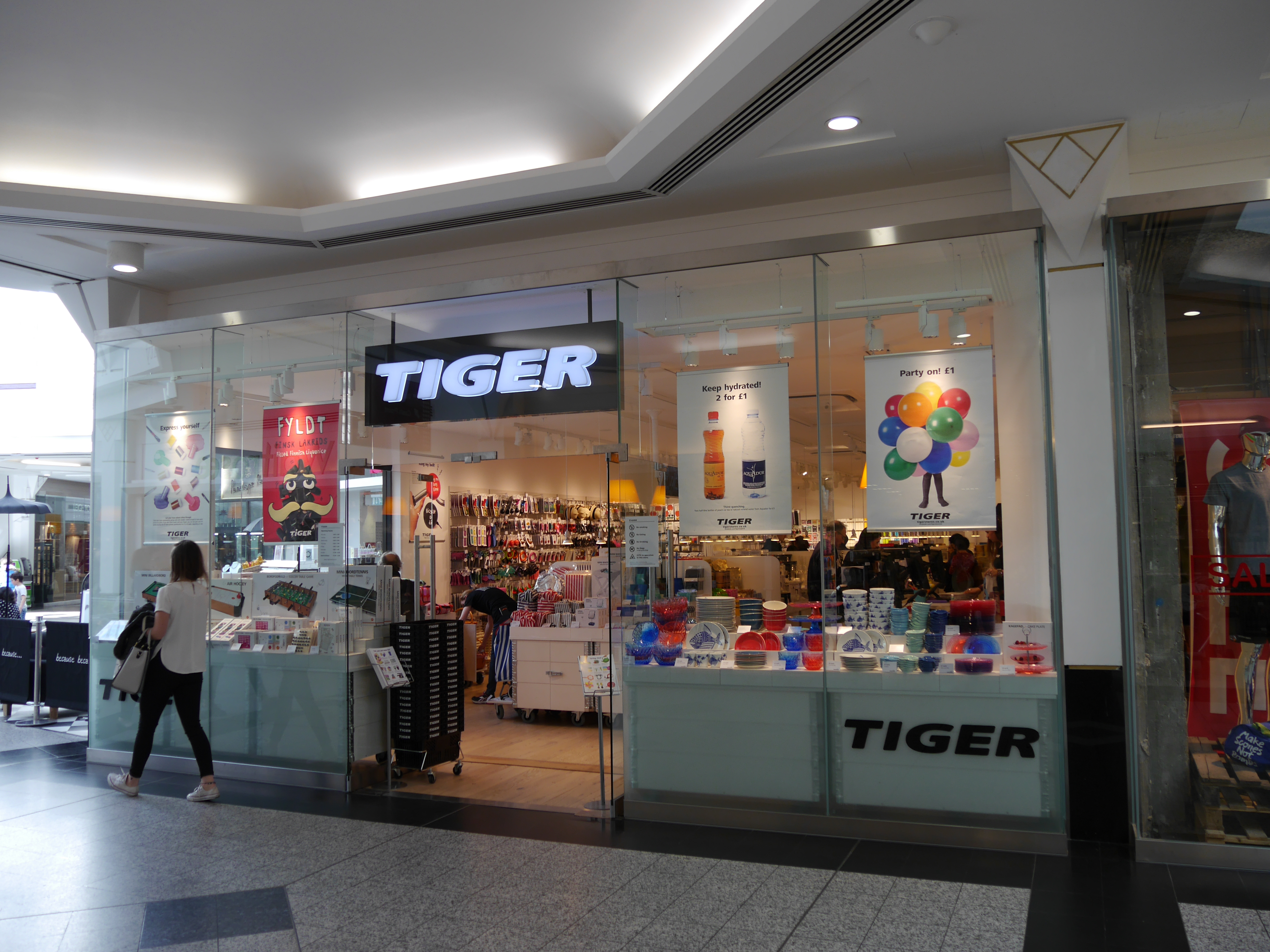
Pobočka Tiger v Londýně

- Praha – OC Nový Smíchov
- Pobočka Tiger v LondýněPraha – Václavské náměstí
- Praha – Hlavní nádraží
- Praha – Rytířská
- Praha – OC Černý most
- Praha – OC Chodov
- Praha – OC Atrium Flora
- Praha – Jungmannovo náměstí
- Brno – Masarykova
- Brno – Dornych
- Ostrava – OC Forum Nová Karolina
- České Budějovice – OC Igy
- Plzeň – OC Plzeň Plaza
- Ústí nad Labem – Mírové náměstí
- Liberec – OC Forum
- Jihlava – OC City Park
- Zlín – Třída Tomáše Bati
- Karlovy Vary – T. G. Masaryka

## Prodejny ve světě
Prodejny ve světě (stav k roku 2016)
| Země                     | Počet prodejen |
| ------------------------ | -------------- |
| Belgie                   | 19             |
| Česko                    | 18             |
| Dánsko a Faerské ostrovy | 77             |
| Estonsko                 | 6              |
| Finsko                   | 32             |
| Francie                  | 24             |
| Irsko                    | 25             |
| Island                   | 5              |
| Itálie                   | 105            |
| Japonsko                 | 23             |
| Jižní Korea              | 8              |
| Kypr                     | 4              |
| Litva                    | 6              |
| Lotyšsko                 | 6              |
| Maďarsko                 | 2              |
| Malta                    | 3              |
| Německo                  | 51             |
| Nizozemsko               | 22             |
| Norsko                   | 42             |
| Polsko                   | 27             |
| Portugalsko              | 28             |
| Rakousko                 | 9              |
| Řecko                    | 12             |
| Slovensko                | 5              |
| Spojené království       | 88             |
| Španělsko                | 106            |
| Švédsko                  | 47             |
| Švýcarsko                | 5              |
| USA                      | 6              |